# Disque d'Euler

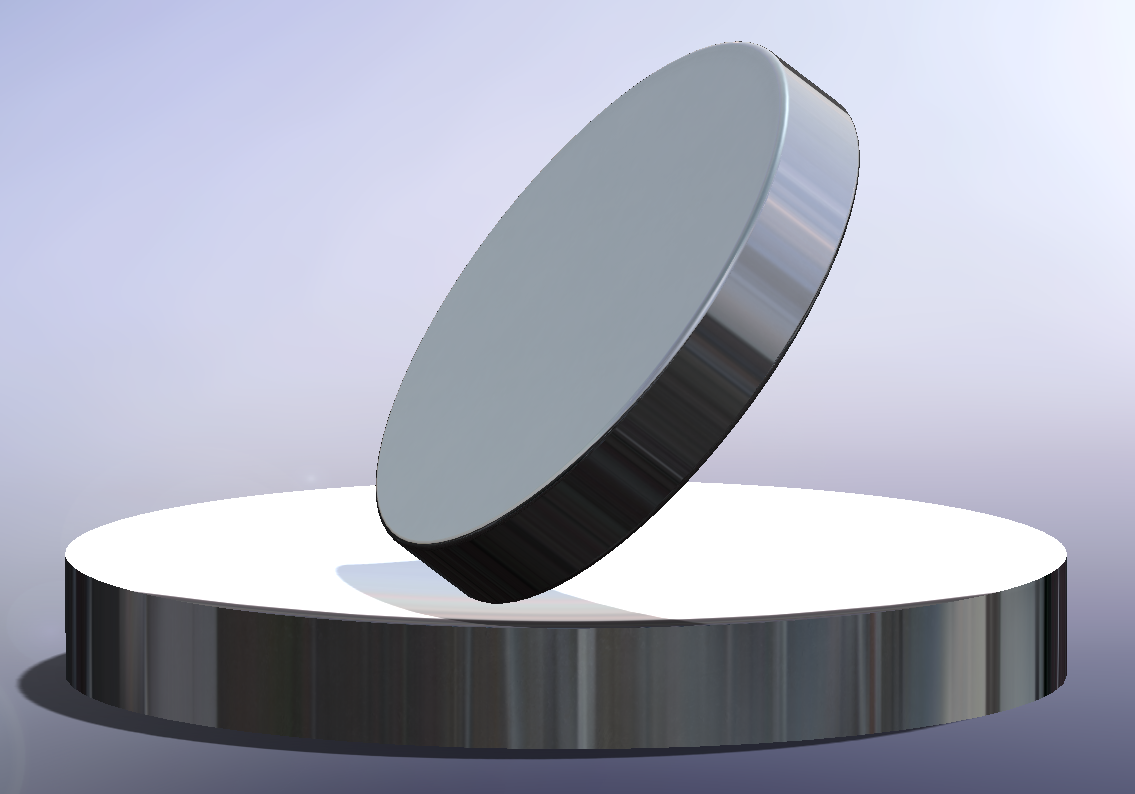
Rendu informatique du disque d'Euler sur une base légèrement concave.

Le disque d'Euler est un objet scientifique, utilisé pour illustrer et étudier le système dynamique d'un disque tournant sur une surface plane (à l'instar d'une pièce de monnaie que l'on fait tourner sur sa tranche). Il a fait l'objet de publications scientifiques. Cet objet est populaire en raison de l'augmentation spectaculaire de sa vitesse de rotation au cours du temps, qui peut paraître paradoxal car le disque perd de l'énergie et finit par s'arrêter. Ce phénomène est nommé d'après Leonhard Euler, qui l'a étudié au xviiie siècle.

## Description et utilisation
Le jouet disponible dans le commerce se compose d'un disque en acier chromé assez massif et épais ainsi que d'un miroir rigide légèrement concave appelé base qui sert de support à la rotation. Des autocollants magnétiques holographique peuvent être attachés au disque, afin d'améliorer l'effet visuel mais ont une fonction purement décorative. Le disque, lorsqu'il est lancé sur une surface plane, présente un mouvement de rotation, roulement, qui évolue lentement en passant par différents types de mouvement avant de s'arrêter. Notamment, la précession de l'axe de symétrie du disque accélère fortement au fur et à mesure. Le miroir rigide est utilisé pour fournir une surface présentant un faible frottement, avec une légère concavité qui empêche le disque de se déplacer et tomber hors de la base.
Une pièce de monnaie que l'on fait tourner sur une table présente essentiellement le même type de mouvement, mais beaucoup plus limité dans le temps. Le disque d'Euler disponible sur le marché fournit une démonstration plus efficace du phénomène que celles fournies par les objets du quotidien, étant optimisé par ses bords légèrement arrondis afin de maximiser le temps de rotation.

## Physique
Un disque tournant finit nécessairement par s'arrêter et il le fait brusquement, la dernière étape du mouvement étant accompagnée d'un bruit de vibration de fréquence croissante. Au fur et à mesure que le disque tourne, le point de contact décrit un cercle qui oscille avec une vitesse angulaire {\displaystyle \omega }. Si le mouvement n'est pas dissipatif (sans frottement), {\displaystyle \omega } est constant et le mouvement persiste pour toujours. Cela contredit évidemment les observations, {\displaystyle \omega } n'est pas constant dans les situations réelles. En fait, la précession de l'axe de la symétrie s'approche d'une singularité en temps fini modélisé par une loi de puissance avec un exposant valant approximativement −1/3. 
Il y a deux effets dissipatifs remarquables : une résistance au roulement lorsque le disque tourne le long de la surface et la traînée due à la résistance de l'air. Les expériences montrent que la résistance au roulement est principalement responsable de la dissipation et du comportement du disque. Des expériences dans le vide montrent que l'absence d'air affecte très légèrement le comportement du disque, tandis que l'évolution de la précession dépend systématiquement du coefficient de frottement. Dans la limite des petits angles (c'est-à-dire juste avant que le disque arrête de tourner), la traînée de l'air (plus précisément sa viscosité) devient le facteur dominant, mais avant cette étape finale la résistance au roulement est l'effet dominant.